# Neoempheria subclavata
Neoempheria subclavata är en tvåvingeart som beskrevs av Edwards 1940. Neoempheria subclavata ingår i släktet Neoempheria och familjen svampmyggor. Inga underarter finns listade i Catalogue of Life.